# 阿默湖畔埃兴
阿默湖畔埃兴（德語：Eching am Ammersee，發音：[ˈɛçɪŋ ʔam ˈʔamɐˌzeː] ⓘ）是德国巴伐利亚州上巴伐利亚行政区莱希河畔兰茨贝格县的市镇，面积6.24平方千米，2023年12月31日人口为1,700人。